# Powertrip
Powertrip es un álbum de estudio de la banda estadounidense de hard rock Monster Magnet, lanzado el 16 de junio de 1998. El álbum fue un gran éxito para la banda, lanzados al mainstream, sobre todo gracias al éxito del sencillo "Space Lord". Otros sencillos del álbum fueron "Powertrip", "Temple of Your Dreams" y "See You in Hell". El álbum llegó al puesto número uno de la lista Heatseekers, al número 65 de la UK Charts y al puesto número 97 del Billboard 200. El álbum fue certificado oro por la RIAA el 25 de enero de 1999.
Se hicieron videoclips para "Space Lord", "Powertrip" y "See You In Hell".

## Lista de canciones

### CD original
Todas las canciones compuestas por Dave Wyndorf, excepto donde se indique lo contrario.
1. "Crop Circle" – 5:32
2. "Powertrip" – 3:31
3. "Space Lord" – 5:55
4. "Temple of Your Dreams" – 4:35
5. "Bummer" – 7:35
6. "Baby Götterdämerung" – 3:09
7. "19 Witches" – 4:02
8. "3rd Eye Landslide" – 5:10
9. "See You in Hell" – 4:05
10. "Tractor" – 3:26
11. "Atomic Clock" – 5:06
12. "Goliath and the Vampires" – 4:13
13. "Your Lies Become You" – 4:18
14. "Big God" – 5:58*
15. "Kick out the Jams" (MC5 cover) – 2:35*
16. "The Game" – 4:54*

* pista adicional edición japonesa.
También se lanzó una edición limitada con un bonus CD llamado "Viva Las Vegas (live in Las Vegas)". La versión japonesa contiene este CD y tres pistas adicionales.

### Viva Las Vegas (Live in Las Vegas)
1. "Temple of Your Dreams" – 5:34
2. "Dinosaur Vacuum" – 5:19
3. "Baby Götterdämerung" – 4:00
4. "Cage Around the Sun" – 8:18
5. "Bummer" – 7:35
6. "Space Lord" – 9:32

## Posición en listas
| Año  | Sencillo                | Modern Rock Tracks | Mainstream Rock Tracks |
| ---- | ----------------------- | ------------------ | ---------------------- |
| 1997 | "Temple of Your Dreams" | -                  | #25                    |
| 1998 | "Space Lord"            | #29                | #3                     |
| 1998 | "Powertrip"             | -                  | #20                    |

| Año  | Álbum     | Billboard 200 |
| ---- | --------- | ------------- |
| 1998 | Powertrip | #97           |

## Personal
- Dave Wyndorf  -  voz, guitarra, compositor, productor
- Ed Mundell  -  guitarra
- Philip Caivano  -  guitarra
- John Flannery  -  guitarra
- Matt Hyde  -  guitarra, productor, ingeniería, mezclas
- Joe Calandra  -  bajo
- Jon Kleiman  -  batería
- Steve Mixdorf  -  ingeniero asistente
- Jesse Fishman  -  ingeniero asistente
- Cameron Webb  -  ingeniero asistente
- Paul Silveira  -  ingeniero asistentejavascript:copyvio()
- Randy Staub  -  mezclas
- John Travis  -  mezclas
- Ron Boustead  -  edición digital
- Don C. Tyler  -  edición digitañ
- Stephen Marcussen  -  masterización